# Selinounta
Selinounta  este un oraș în Grecia în prefectura Ahaia.